# Sofia de Schleswig-Holstein-Gottorp
Sofia de Schleswig-Holstein-Gottorp (en alemany Sophia von Schleswig-Holstein-Gottorf) va néixer a Gottorp (Alemanya) l'1 de juny de 1569 i va morir a Schwerin el 14 de novembre de 1634. Era una noble alemanya, filla del duc de Holstein-Gottorp Adolf I (1526-1586) i de la princesa Cristina de Hessen (1543-1604).

El seu marit era considerat un governant feble i incapaç d'afrontar els problemes econòmics del país. El 1992 Joan VII s'autolesionà provocant-se ferides que li causaren la mort, de manera que el govern del ducat va passar a mans d'Ulric de Mecklenburg, i Sofia es retirà als seus dominis de Rehna i Wittenburg. Però el 1603, amb la mort d'Ulric, Sofia es va fer càrrec de la regència durant cinc anys mentre el germà petit d'Ulric no assolia la majoria d'edat. Durant aquests anys intentà posar ordre i refer les finances del ducat de Mecklenburg. El 1508 es retirà definitivament a Lübz.

## Matrimoni i fills
El 17 de febrer de 1588 es va casar a Reinbek amb Joan VII de Mecklenburg-Schwerin (1558-1592), fill del duc Joan Albert I (1525-1576) i d'Anna Sofia de Prússia (1527-1591). El matrimoni va tenir tres fills:
- Joan Albert II (1590-1636), casat primer amb Margarida Elisabet de Mecklenburg (1584-1616), després amb Elisabet de Hessen-Kassel (1596-1625), i finalment amb Elionor Maria d'Anhalt-Bernburg (1600-1657).
- Adolf Frederic I (1588-1658), casat primer amb Anna d'Ostfriesland (1601-1634), i després amb Caterina de Brunsvic-Dannenberg (1616-1665).
- Anna Sofia (1591-1648).